# 新田貞邦
新田 貞邦（にった さだくに）は、南北朝時代の武将。新田義貞の曾孫、新田義宗の孫、新田貞方の嫡男。兄弟とされる堀江貞政は、父と兄の刑死後に武蔵国稲毛郡（または橘樹郡、現在の神奈川県川崎市）に逃れ、堀江氏を名乗って生き延びたという。

## 生涯
生誕地、生年月日については不明。父貞方に従い信濃国あるいは陸奥国で隠遁しながら成長したと推測される。
元中9年/明徳3年（1392年）の南北朝合一のあと、ほどなくして合一が解消され、日本各地で南朝の残党が「後南朝」として活動を再開。鎌倉公方足利満兼が病に倒れたとの報を受けた貞方は東国の旧南朝派に決起を促す書状を出したが、逆に鎌倉に潜伏先を通報されたため、貞方・貞邦父子は又従兄弟にあたる侍所千葉兼胤（新田義貞の曾孫）に捕縛され、応永16年（1409年）7月22日、鎌倉七里ヶ浜でともに刑死した。貞邦には子がなく、直系の新田本宗家の血筋はここで事実上断絶した。没年は翌応永17年（1410年）という説もある。